# Sint-Corneliuskapel (Beerse)

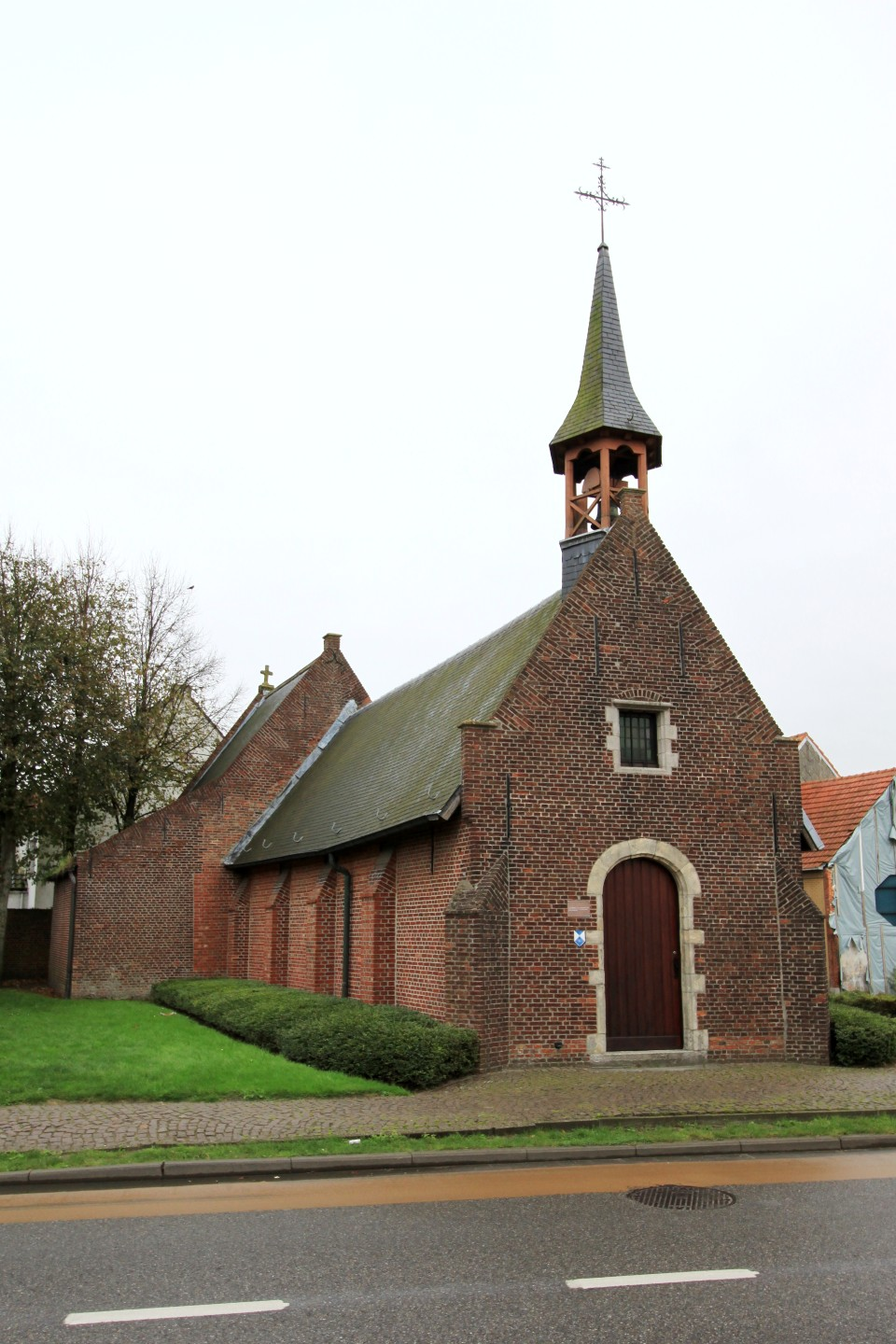
De Sint-Corneliuskapel in 2014

De Sint-Corneliuskapel is een kapel in de tot de Antwerpse gemeente Beerse behorende plaats Den Hout, gelegen aan de Schransdriesstraat.

## Geschiedenis
Aan de kapel is een legende verbonden, volgens welke ter plaatse een Sint-Corneliusbeeldje was gevonden. Een krijgsman nam het mee, maar het kwam op onverklaarbare wijze weer op de oorspronkelijke vindplaats terug. Men kwam tot de slotsom dat Sint-Cornelius hier dus vereerd wilde worden, waarop men een kapel stichtte.
Al in 1474 was sprake van een kapel op deze plaats. In 1559 werd een Sint-Corneliusgilde opgericht. De kapel was oorspronkelijk gebouwd in leem. Later werd overgegaan op baksteen. In 1632-1634 werd de kapel vergroot. In 1913 en in 1991-1992 werden herstellingswerken uitgevoerd.

## Gebouw
Het betreft een eenbeukig kerkje met een iets hoger koor dat mogelijk ouder is. Boven de voorgevel bevindt zich een dakruiter met een klokje. De kapel bezit een gepolychromeerd kruisbeeld en een gepolychromeerd Sint-Corneliusbeeld van omstreeks 1800 en een 18e eeuwse reliekhouder van Sint-Cornelius. Er is een portiekaltaar van 1826, in neorenaissancestijl; een communiebank van omstreeks 1700; preekstoel en doksaal zijn 17e eeuw.
Achter het altaar bevindt zich een 16e eeuwse muurschildering, die het Laatste Oordeel verbeeldt.